# Iván Carril
Iván Carril Regueiro  (Boqueijón, España; 13 de febrero de 1985 Fue un futbolista español que actualmente entrena al primer equipo del CF Noia , y dirige la escuela de tecnificación ComposTEC.
Exentrenador del Cadete A de la SD Compostela consiguiendo el ascenso de categoría durante dos años consecutivos.

## Clubes
| Club                          | País          | Año         |
| ----------------------------- | ------------- | ----------- |
| RC Deportivo B                | España        | 2002 - 2005 |
| RC Deportivo                  | España        | 2005 - 2006 |
| UD Vecindario                 | España        | 2006        |
| CF Palencia                   | España        | 2007        |
| RC Deportivo                  | España        | 2007 - 2009 |
| Pontevedra CF                 | España        | 2009 - 2010 |
| SV Ried                       | Austria       | 2010 - 2012 |
| Olympiakos Volos              | Grecia        | 2014        |
| Arbil FC                      | Irak          | 2014        |
| Centre d'Esports L'Hospitalet | España        | 2014        |
| Auckland City Football Club   | Nueva Zelanda | 2015        |
| Gjøvik-Lyn                    | Noruega       | Presente]]  |